# Полежаев, Александр Борисович
Александр Борисович Полежаев (13 мая (1 мая) 1897, Санкт-Петербург, Российская империя — 15 октября 1969, Ленинград, СССР) — российский и советский футболист.

## Биография
Выступал за команды «Унитас», «Меркур», «Коломяги», «КСО», «Красный треугольник», «Спартак» Петроградского района, команды Ленинградского уезда, Василеостровского района и стадиона «КСИ». Игрок сборной Петрограда.
Участник Гражданской и Великой Отечественной войн (майор медицинской службы).
В 1923 году в составе сборной РСФСР (впоследствии сборная СССР) провёл шесть матчей.
Похоронен на Шуваловском кладбище Санкт-Петербурга.

## Награды[1]
- 2 ордена Красной Звезды (22.11.1943, 14.06.1945)
- Медаль «За оборону Ленинграда» (22.12.1942)
- Медаль «За боевые заслуги» (03.11.1944)

## Игры за сборную
| Дата       | Соперник                       | Счет |
| ---------- | ------------------------------ | ---- |
| 15.10.1923 | сборная Москвы                 | 3:2  |
| 19.09.1923 | Эстония                        | 4:2  |
| 12.09.1923 | Сборная рабочих клубов Берлина | 9:1  |
| 28.08.1923 | Сборная клубов                 | 3:2  |
| 28.08.1923 | Сборная Стокгольма             | 2:1  |
| 30.07.1923 | Сборная Петрограда             | 1:2  |

## Достижения
командные
Чемпионат СССР по футболу
- Вице-чемпион: 1924

Чемпионат РСФСР по футболу
- Чемпион: 1924

Чемпионат Санкт-Петербурга по футболу
- Чемпион (2): 1915, 1918
- Вице-чемпион (2): 1916, 1917
- Бронзовый призёр: 1914

Кубок Тосмена (2)
- Обладатель: 1919, 1923

личные
Список 33 лучших футболистов сезона в СССР1920